# Idaea autumnalis
Idaea autumnalis är en fjärilsart som beskrevs av Leo Schwingenschuss 1926. Idaea autumnalis ingår i släktet Idaea och familjen mätare. Inga underarter finns listade i Catalogue of Life.